# Колыбельское
Колыбе́льское — село Чаплыгинского района Липецкой области, административный центр Колыбельского сельсовета.

## География
Расположено в 16 км от районного центра, слева от трассы Чаплыгин-Липецк, на правом берегу реки Становой Рясы при впадении в неё небольшого ручья, за селом запруженного.

## История
Территория, на которой в настоящее время расположено село, было заселено людьми ещё в доисторические времена. Об этом говорят археологические находки, относящиеся к эпохе бронзы: керамика, найденная в окрестностях села, представляет собой образцы срубной культуры (1400-900 лет до н. э.), названная так из-за погребении в деревянных срубах. Люди, жившие в те далёкие времена, занимались земледелием и кочевым скотоводством. В IX—XII веках эта местность была заселена славянскими племенами, об этом также говорят археологические находки, находящиеся в экспозиции краеведческого музея.
После нашествия монголо-татар на Русь, к начале XIV столетия будущая территория села, расположенная на северной окраине Придонья, запустела ввиду бегства населения, вынужденного покинуть родные места. Повторное заселение края началось в конце XVI столетия в связи с образованием единого государства и укреплением южных границ.
Старейшим элементом в заселении края было казачество. Собираясь в отряды, казаки селились в труднодоступных местах на южной окраине, так называемой буферной зоны между Московским государством и степью. В силу этого они неизбежно принимали участие в пограничных конфликтах. Ими же и было основано Кобельское.
После разгрома польско-шведских интервентов в 1635 году началось строительство укреплённой пограничной линии — засечной Белогородской черты. Под её надёжным укрытием началось интенсивное заселение края служилыми людьми. В 1636 году от укреплённого города Козлова отселились 615 человек, получив поместья в 18 деревнях и 3 слободах, в том числе и в Колыбельское, возникшее в начале 1640-х годов. В конце XVII века в селе было 55 дворов служилых людей с фамилиями: Толмачёв, Воронежцев, Антонов, Ивлев, Мазаев, Ельчанинов. В это время в селе строится деревянный храм в честь Космы и Дамиана. Впоследствии, после смещения южной границы Московской Руси на юг, здесь стали получать себе вотчины крупные московские бояре, помещики и монастыри. Так, в переписных книгах 1646 года село упоминается как починок Колыбе́льский, владение одного из московских монастырей. Новоявленные вотчинники заселяли своими крепостными людьми новые земли, выселяя их из разных мест Московского государства. Переселенцы привезли с собой самобытные черты в одежде, разговоре, строительстве жилищ и ведении домашнего хозяйства. Во второй половине XIX века село Колыбельское становится центром волости с общим количеством селений и деревень 14, в которых 1770 дворов, 8906 человек, земли 10681 десятин. Основное занятие населения — земледелие.
Название — по ручью, вытекающему из колыбели (родника). Данная версия занесенна в топонимические справочники. Среди жителей села и местных краеведов бытует мнение, что село называется так потому, что в конце XVI — начале XVII веков многие жители села искусно изготовляли колыбели для младенцев и продавали их на существующих в то время торгах.
Из окладных книг XVII столетия известно, что к тому времени а селе Колыбельское было 6 дворов рейтарских, 25 дворов драгун, 10 дворов солдатских, 12 дворов драгун-половинщиков и 2 двора бобыльских.
Уже в конце XVIII века по ревизии 1794—1796 годов в селе насчитывалось 125 дворов, 383 души мужского пола, 380 душ женского пола, 3791 десятина пахотной земли и 167 десятин сенных покосов. В 1851 году на месте старой деревянной церкви была построена кирпичная.
После отмены крепостного права и с созданием земских служб, улучшилось положение в области народного образования и медицинского обслуживания. В 1871 году в Колыбельском была открыта школа на 40 учащихся, а в 1884 году врачебный пункт с годовым бюджетом 4271 рубля. Добротное, сложенное из красного кирпича, здание больницы сохранилось и в наше время.
В конце XIX века в Колыбельской волости 13 предприятий по переработке продукции сельского хозяйства и 4 кузнтцы. Кроме этого были развиты различные виды кустарных промыслов. Промыслами занимались около 200 кустарей. Наиболее распространённые виды промыслов кирпичный, шорный и плетение корзин. На рубеже XIX—XX веков из-за высокого роста населения и недостатка надельной земли из Колыбельского отселилось наибольшее количество семей по сравнению с другими сёлами Раненбургского уезда.
С 1944 года село являлось центром вновь образованного Колыбельского района в составе Рязанской области, с 1954 года — в составе Липецкой области. В 1956 году Колыбельский район был упразднён.

## Население
| 1859 | 1897  | 1906  | 2010  |
| ---- | ----- | ----- | ----- |
| 2160 | ↗2636 | ↗2713 | ↘1041 |

## Интересные факты
21 апреля 1987 года лётчики майор Е. И. Захаров и майор В. И. Новосёлов ценой своей жизни отвели падающий самолёт МиГ-23УБ неподалёку от Колыбельского. На месте их подвига в окрестностях села установлен памятник. Лётчики посмертно награждены орденами Красной Звезды.